# William Chapman (ingénieur)
Pour les articles homonymes, voir William Chapman et Chapman.

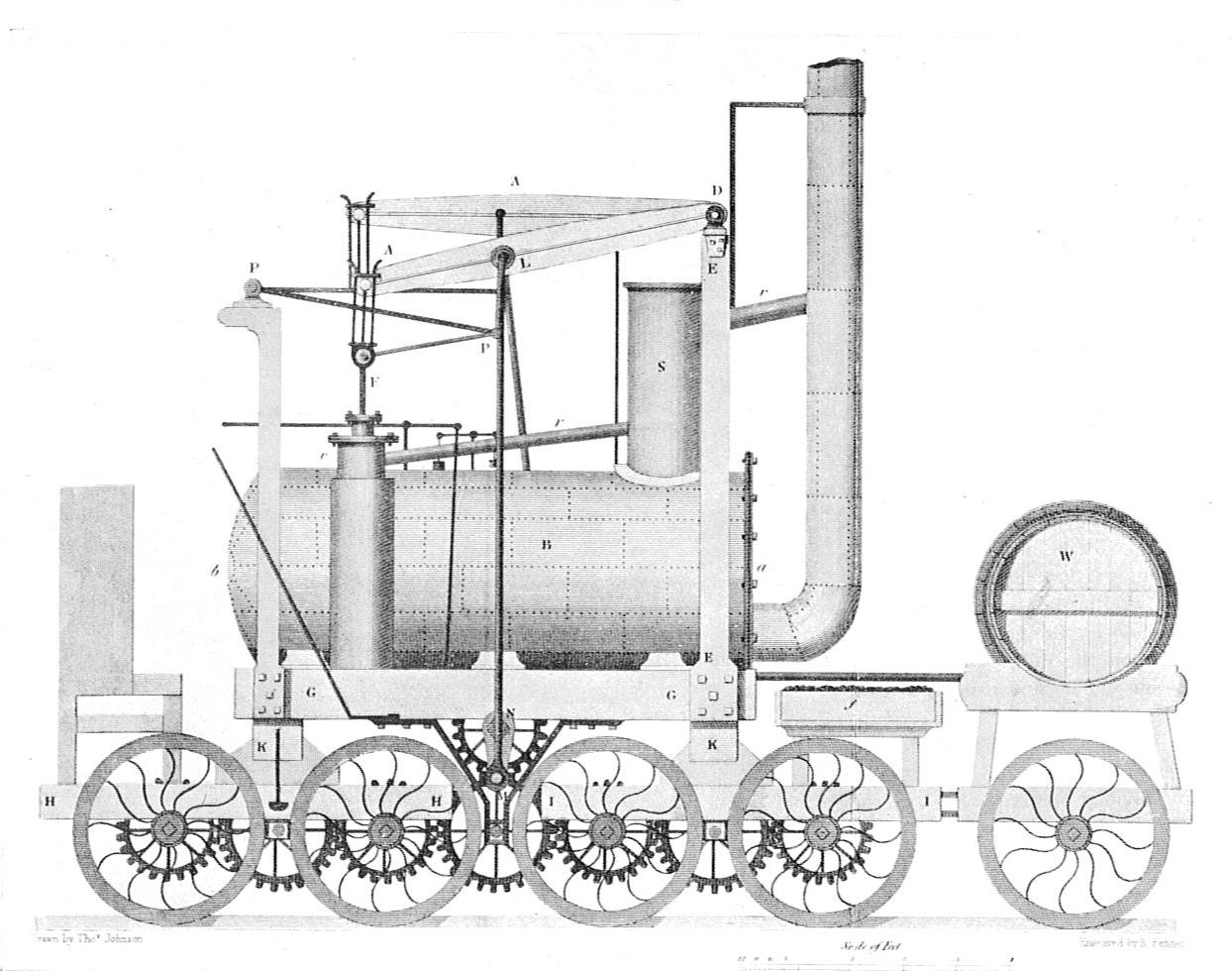
Cette locomotive à 8 roues, présentée comme une locomotive de William Hedley pour les houillères de Wylam (1815), est en fait identique à la locomotive de William Chapman pour les houillères de River Wear (1814) connue par un autre dessin (sans tender).

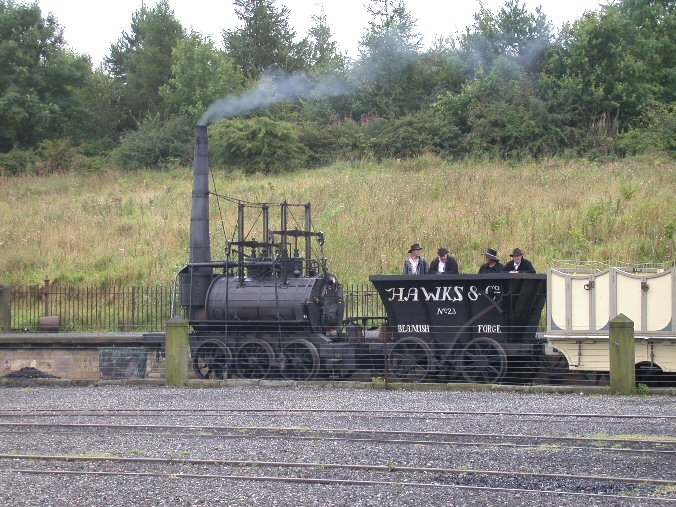
Réplique de la Steam Elephant au Beamish Museum.

William Chapman (1749-1832), est un ingénieur britannique spécialisé dans les canaux. Il est aussi associé aux premiers pas des locomotives à vapeur.

## Biographie
Les premières locomotives à vapeur roulaient sur quatre roues mais étaient confrontées au manque de résistance des voies de l'époque, qui pouvaient se briser sous leur poids. William Chapman sut contourner cette difficulté en concevant en 1813-1814 les premières locomotives à 6 ou 8 roues :
- Le 30 décembre 1812 il dépose avec son frère Edward Walton Chapman le brevet n° 3632[3] décrivant la locomotive qu'il construisait pour la voie en bois des houillères de Heaton près de Newcastle. À cette occasion, il décrivit le premier bogie. En effet cette locomotive à deux cylindres avait 6 roues porteuses dont les 4 dernières[4] étaient montées sur un bogie. La locomotive se tractait par des roues dentées en prise sous une chaîne tendue entre les rails. Les essais durèrent quelques semaines en octobre 1813 mais ne furent pas concluants à cause de nombreuses ruptures de chaîne.
- le 21 décembre 1814 sur la voie ferrée de John Georges Lambton aux houillères de River Wear, il fit rouler la première locomotive de type 040, une architecture qui sera reprise par d'autres locomotives, notamment à Wylam (Puffing Billy).
- en 1815, il construisit avec John Buddle, une locomotive à 6 roues motrices, appelée l'Éléphant à vapeur, qui mena une belle carrière aux houillères de Wallsend.
- En revanche, en 1816, leur locomotive à 8 roues conçue pour les houillères de Whitehaven, ne donna pas satisfaction et fut retirée du service en 1818.